# Constitución austríaca de 1920
La Constitución austríaca de 1920, aprobada el 1 de octubre de 1920, fue la ley fundamental de la Primera República de Austria entre ese año y 1934, cuando se promulgó una nueva. Se promulgó el 1 de octubre de 1920 y se basó en las concesiones mutuas que realizaron los dos principales partidos políticos del momento, el socialdemócrata y el socialcristiano.

## Redacción
En marzo de 1919, el canciller socialdemócrata Karl Renner encargó al jurista Hans Kelsen la redacción de un borrador de Constitución. En mayo, los socialcristianos presentaron su propuesta, que cambió en octubre para presentarla ante las provincias. En enero de 1920, estas convocaron una conferencia en Salzburgo para estudiar el texto, al que solo se invitó al entonces canciller Michael Mayr, socialcristiano. Una nueva versión, más favorable a las reivindicaciones socialistas, se presentó en la siguiente conferencia provincia, que se celebró en febrero en Linz. Los pangermanos presentaron su propio borrador en mayo, los socialistas en julio y Mayr uno nuevo el mismo mes.
También en junio, el comité constitucional del Ejecutivo nombró un subcomité de siete miembros, con el profesor Kelsen como asesor y, tras largos debates, presentó un proyecto de ley el 24 de septiembre. Este se presentó a la Asamblea Constituyente el 1 de octubre.

## Órganos y cargos
El cargo de presidente federal, jefe del Estado, era principalmente ceremonial: no podía reunir ni disolver el Parlamento, ni nombrar o destituir al Gobierno ni a los ministros, ni tampoco presentar proyectos de ley o promulgar estas. Carecía de poderes legislativos o ejecutivos.
La Cámara federal (Bundesrat) estaba formada por cincuenta senadores nombrados por las nueve provincias. Su potestad legislativa o administrativa era escasa, aunque podía vetar las leyes aprobadas por la Cámara Baja (Nationalrat) siempre que esta no las volviese a aprobar.
La Cámara Baja se elegía cada cuatro años mediante elecciones de sistema proporcional con listas partidistas fijas. Los electores no votaban a candidatos, sino a listas presentadas por los distintos partidos políticos. Solamente la propia cámara podía decretar su disolución.
El Gobierno lo escogía la Cámara Baja, tanto al presidente como a los ministros. La destitución de cualquier miembro del Gobierno también quedaba reservada al Parlamento.

## Características principales
La nueva Constitución convirtió al país en una democracia parlamentaria, a diferencia del anterior Imperio austrohúngaro. Para asegurar la democratización de la Administración heredada del desaparecido imperio, la ley otorgó al Parlamento nacional poderes que antes habían correspondido a las provincias. Estas eran según la Constitución ocho: Burgenland, Carintia, la Baja Austria —que incluía la capital, Viena, luego escindida para formar una provincia separada—, la Alta Austria, Salzburgo, Estiria, el Tirol y Vorarlberg. Las tres características principales de la Constitución eran la implantación de la democracia, la federalización del Estado y el gran poder de la Cámara Baja, que convirtió el sistema político en netamente parlamentario.
La Constitución abolió todo privilegio y discriminación por sexo, posición social, y religión. Aunque se admitían los idiomas de las minorías culturales, el oficial era el alemán.
La Cámara Baja contaba con amplios poderes, que influían incluso en otros como el poder judicial: los jueces se nombraban ente los propuestos por el Nationalrat. La mitad del Tribunal Constitucional, su presidente y vicepresidente, también los elegía la Cámara Baja. Esta controlaba asimismo al Ejecutivo. La proporcionalidad de la representación y la elección en listas fijadas por los partidos, sin embargo, facilitaban la fragmentación de la institución y complicaban la formación de acuerdos, ya que los diputados dependían de los partidos. La rigidez de la formaciones políticas conducía entonces a la parálisis parlamentaria y al descrédito del sistema democrático en algunos sectores sociales.
La ley determinaba que el Gobierno tuviese una posición débil, para evitar la implantación de un sistema gubernamental autoritario, típico del anterior imperio. La imposibilidad de disolver las Cortes y convocar nuevas elecciones unida a la representación proporcional propiciaban que los gabinetes a menudo no contasen con mayorías parlamentarias sin que para ello se aliasen diversos partidos, lo que a su vez era causa de debilidad. Los Gobiernos de coalición, habituales, tenían que mantener una política de pactos entre sus componentes para mantener la cohesión.

## Reforma de 1929
En 1929 y por la presión de la Heimwehr, se realizaron importantes cambios constitucionales. El presidente obtuvo importantes poderes: nombraba al primer ministro y a los ministros del gabinete a propuesta de este, podía disolver el Parlamento —lo que obligaba a celebrar elecciones en los tres meses siguientes— y promulgar decretos a petición del presidente del Gobierno si las Cortes no se hallaban reunidas. Esa potestad, no obstante, estaba limitada: los decretos debían ser refrendados por el Parlamento en cuanto se reuniese y debían contar desde el principio con el permiso del comité principal de este. En vez de ser elegido por las Cortes, pasaba a serlo por votación popular.
La reforma debilitó al Parlamento al tiempo que reforzaba al poder ejecutivo.